# Winnetou-Melodie

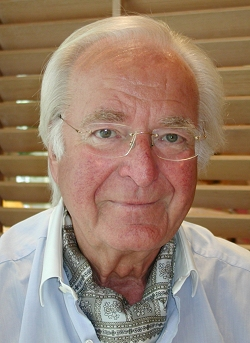
Komponist Martin Böttcher (2002)

Die Winnetou-Melodie aus der Feder des deutschen Komponisten Martin Böttcher ist das instrumentale Leitthema der Karl-May-Filme Winnetou 2. Teil aus dem Jahr 1964 und Winnetou 3. Teil aus dem Jahr 1965. Nach der Old Shatterhand-Melodie ist der Titel der zweiterfolgreichste Musiktitel aus den Karl-May-Filmen der 1960er-Jahre.
Der Titel erschien zuerst auf der Single Polydor 52 399 in Mono (der Mundharmonikasolist war wie schon bei der Old-Shatterhand-Melodie der Hamburger Musiker Johnny Müller) und wurde nach Erscheinen der LP „Unter Geiern / Winnetou II“, Polydor 237 422 in Stereo mehrfach neu veröffentlicht. Heute gehört der Titel zum Standard vieler CD-Veröffentlichungen von Musik aus Karl-May-Filmen.
Der Titel wurde nach Erscheinen auch von verschiedenen Künstlern vocal interpretiert, unter anderem auch von Winnetou-Darsteller Pierre Brice unter dem Titel Der große Traum auf dem Album „Gefühle“ und der deutschen Gruppe Superboys. Deren Interpretation mit dem Titel WISH U WERE HERE - wünscht' Du wärst bei mir erreichte am 12. September 1998 den ersten Platz in der ZDF-Hitparade. In Tschechien erhielt im März 2000 die Cover-Version Vinetů der Gruppe Těžkej Pokondr aus dem Album „Vypusťte Krakena“ sogar Doppel-Platin.
Die Winnetou-Melodie wurde für die ZDF-Fernsehproduktion Winnetous Rückkehr (1. und 2. Teil) (1998) wiederverwendet; der Mundharmonikasolist dieser Aufnahmen war Giuseppe Solera. Bei Fernsehberichten über die Plitwitzer Seen in Kroatien gehört der Titel zur liebsten Musikuntermalung der Filmproduzenten.
Eine kurze aber auffällige Übereinstimmung mit der 1885 veröffentlichten Violinsonate Nr. 2 des Komponisten Friedrich Gernsheim gilt dem SWR-Musikredakteur Malte Hemmerich als Hinweis darauf, dass Böttcher mit der Winnetou-Melodie keine original indigene Musik nachempfinden wollte, sondern sich einzig und allein an westlicher Kunstmusik orientierte. Ein absichtliches Zitat oder gar Plagiat gilt aber als auszuschließen, da der Komponist Gernsheim bzw. sein Werk in den 1960er Jahren kaum bekannt, und Notenmaterial gar nicht zugänglich war.

## Medien
- Pierre Brice: Gefühle, CD, Herzklang 4783642